# Trigonisca maya
Trigonisca maya är en biart som beskrevs av Ayala 1999. Trigonisca maya ingår i släktet Trigonisca och familjen långtungebin. Inga underarter finns listade i Catalogue of Life.